# Liz Shaw
dr Elizabeth „Liz” Shaw – postać fikcyjna związana z brytyjskim serialem science-fiction pt. Doktor Who, w którą wcieliła się Caroline John. Postać pojawia się regularnie w roku 1970 (co składa się na jeden sezon) i powraca gościnnie w historiach The Five Doctors z 1983 i Dimensions in Time
Liz była towarzyszką trzeciego Doktora oraz członkinią UNITu. Pojawia się na ekranie w 4 historiach (25 odcinkach).
Czasami postać nie jest zaliczana do towarzyszy Doktora, dlatego że nigdy nie podróżowała TARDIS.

## Życiorys
Liz przed dołączeniem do UNITu, pracowała na University of Cambridge jako doradca naukowy. Specjalizuje się w medycynie i fizyce oraz bardzo dobrze zna się na meteorytach. Gdy z nieba spada dziwny deszcz, zostaje jej przydzielone rozwiązanie tej zagadki, będąc jednocześnie zmuszoną pracować z Doktorem. Na końcu historii Spearhead from Space Liz chce zostać asystentką Doktora.
Wraz z Doktorem poznaje Silurianów, a także pozaziemskich „ambasadorów”. W historii Inferno Liz pojawia się po raz ostatni. W następnej historii, Terror of the Autons, Brygadier wyjaśnia Doktorowi, że Liz postanowiła odejść z UNITu i powrócić do Cambridge.
Postać powraca na moment w historiach rocznicowych: The Five Doctors, oraz Dimensions in Time. Ponadto postać zostaje wspomniana również w serialu Przygody Sary Jane w odcinku Śmierć Doktora: Pani Shaw nie może wrócić z bazy księżycowej od wtorku.

## Występy

### Telewizyjne
| Historia                                | Data premiery     | Data premiery     | Źródło         |
| Historia                                | Pierwszy odcinek  | Ostatni odcinek   | Źródło         |
| Sezon 7 (1970)                          | Sezon 7 (1970)    | Sezon 7 (1970)    | Sezon 7 (1970) |
| --------------------------------------- | ----------------- | ----------------- | -------------- |
| Spearhead from Space                    | 3 stycznia 1970   | 24 stycznia 1970  | [ 4 ] [ 11 ]   |
| Doctor Who and the Silurians            | 31 stycznia 1970  | 14 marca 1970     | [ 5 ] [ 12 ]   |
| The Ambassadors of Death                | 21 marca 1970     | 2 maja 1970       | [ 6 ] [ 13 ]   |
| Inferno                                 | 9 maja 1970       | 20 czerwca 1970   | [ 14 ] [ 15 ]  |
| Specjalny na 20-lecie istnienia serialu |                   |                   |                |
| The Five Doctors                        | 23 listopada 1983 | 23 listopada 1983 | [ 2 ] [ 8 ]    |
| Specjalny na 30-lecie istnienia serialu |                   |                   |                |
| Dimensions in Time                      | 26 listopada 1993 | 27 listopada 1993 | [ 3 ] [ 9 ]    |

### Video
- Seria P.R.O.B.E.:
  - The Zero Imperative
  - The Devil of Winterbourne
  - Unnatural Selection
  - The Ghosts of Winterbourne

### Audio
- The Blue Tooth
- Shadow of the Past
- The Sentinels of the New Dawn
- Binary

### Książki
- 'Virgin Missing Adventures
  - The Eye of the Giant (Christopher Bulis)
  - The Scales of Injustice (Gary Russell)
- Virgin New Adventures
  - Eternity Weeps (Jim Mortimore)
- Virgin sidestep novel
  - Who Killed Kennedy (David Bishop)
- Past Doctor Adventures
  - The Devil Goblins from Neptune (Martin Day i Keith Topping)
  - The Wages of Sin (David A. McIntee)

### Komiksy
- The Metal Eaters (John Canning; TV Comic)
- The Fishmen of Carpantha (John Canning; TV Comic)
- Doctor Who and the Rocks from Venus (John Canning; TV Comic)
- Change of Mind (Kate Orman i Barrie Mitchell; Doctor Who Magazine)